# 関島良基
関島 良基（せきじま りょうき、宝暦9年（1759年） - 天保4年5月25日（1833年7月12日））は江戸時代の信濃国の医師、手習師匠。幼名は長二郎、字は良輔、号は百華園。

## 生涯
宝暦9年（1759年）信濃国伊那郡下川路村庄屋大上関島家に生まれた。十数歳で大瀬木村寒山禅師に句読を学んだ。医者だった伯父榎本宗琳、舅佐々木玄仲の影響で、18歳で村医常盤某に従い、安永元年（1772年）京都で鎌田玄琳に古方派医学を学んだ。安永2年（1773年）父が眼病に罹ったため帰郷し、医業を開始した。
天明3年（1783年）村民の要望で自宅に寺子屋を開き、8.9歳から16,7歳までの生徒に読み書きを教えたほか、旗本小笠原家侍講として伊豆木陣屋にも出入りした。
分家した屋敷の庭には花卉に加え、薬の製作、研究のため薬草を植え、百華園と号した。天明の大飢饉の被害が村にも及ぶと、救荒作物として甘藷の栽培を試み、文化元年（1804年）試作に成功すると、老農園蔵に分け与えて栽培、普及させ、村の名産とした。
文政10年（1827年）良致を養子に取って医学を学ばせ、天保4年（1833年）5月25日死去した。法名は百華園興道良基居士。

## 著書
- 『百華園漫筆』[1]
- 『杜鵑集』[1]
- 『長生成功論』[1]

## 家族
- 8世祖：関島八郎兵衛尉種基 - 松尾城主小笠原信貴に仕え、下川路村に住んだ[3]。
- 7世祖：関島善左衛門道秀 - 小笠原家の本庄藩転封に従わずに村に留まり、後剃髪した[3]。
- 父：関島善左衛門種模[3]
- 母：佐々木氏[3]
- 兄：関島新右衛門種孚 - 大上家を継いだ[1]。
- 妻：久保田氏[4]
- 養子：関島良致 - 文政10年（1827年）縁組。百華園を継いだ[1]。